# غلامرضا منصوری
غلامرضا منصوری (زاده ۱۳۴۵ در بجنورد، خراسان شمالی – درگذشتهٔ ۳۰ خرداد ۱۳۹۹ در بخارست، رومانی) قاضی بازنشسته اجراییات بخش لواسانات، بازپرس شعبه ۹ دادسرای کارکنان دولت و قاضی دادسرای فرهنگ و رسانه بود. او سابقه صدور احکام سنگین برای برخی فعالان رسانه‌ای و سیاسی در اواخر دهه هشتاد و اوایل دهه نود در کارنامه خود داشت. او همچنین قاضی پرونده‌های مشهوری از جمله سعید حنایی، قاتل زنجیره‌ای زنان در شهر مشهد بود.منصوری متهم به مشارکت در باند رشوه‌خواری در قوه قضاییه بود و پس از تشکیل دادگاه اکبر طبری، معاون اجرایی صادق لاریجانی، رئیس پیشین قوه قضائیه، نام وی بر سر زبان‌ها افتاد و مشخص شد که در خارج از کشور به سر می‌برد. به گفته مقام‌های قضایی او در مرداد سال ۱۳۹۸ از کشور خارج شده بود.
پس از آن گزارش‌هایی مبنی بر بازداشت او در رومانی منتشر شد، اما قاضی دادگاهی در بخارست تصمیم گرفت این متهم تا تاریخ ۲۰ تیر تحت شرایط خاصی آزاد باشد.
در ۳۰ خرداد ۱۳۹۹ خبر پیدا شدن جسد وی در هتل خبرساز شد و بسیاری از رسانه‌های فارسی‌زبان خارج از ایران این خبر را پوشش دادند. بر اساس این خبر، جسد غلامرضا منصوری در بیرون هتل محل اقامت وی پیدا شد.
دادستانی رومانی در ۱۴ شهریور ۱۳۹۹ خودکشی او را تأیید کرد.

## پرونده اکبر طبری
نخستین جلسه دادگاه بررسی این پرونده در ۱۸ خرداد ۱۳۹۹ برگزار شده‌است. در این جلسه نماینده دادستان با قرائت کیفرخواست متهمان را به «تشکیل شبکه چند نفری در ارتشا» متهم کرد. چهار نفر از متهمان این پرونده حسن نجفی (متهم ردیف دوم)، مصطفی نیاز آذری (متهم ردیف پنجم)، محمد انوشه (متهم ردیف هفتم) و غلامرضا منصوری (متهم ردیف نهم) در خارج از ایران و به گفته دادستانی متواری‌اند؛ و چهار تن از دیگر متهمان این پرونده از جمله رسول دانیال‌زاده، متهم ردیف چهارم و بیژن قاسم‌زاده، بازپرس پیشین دادسرای رسانه که قبلاً حکم فیلتر تلگرام و احکامی را علیه امیرحسین مقصودلو معروف به تتلو صادر کرده بود، با قرار وثیقه آزاد هستند.
غلامرضا منصوری متهم ردیف نهم پرونده قضایی اکبر طبری است. منصوری که از کشور متواری شده‌بود به دریافت رشوه بالغ بر ۵۰۰ هزار یورو متهم شد. و به هنگام برگزاری دادگاه حضور نداشته و به آلمان گریخت. طبری در دوران ریاست محمود هاشمی شاهرودی بر قوه قضائیه مدیر کل امور مالی این نهاد بود و در دوره صادق لاریجانی با حفظ این سمت به عنوان معاون اجرایی حوزه ریاست دستگاه قضائی منصوب شد. منصوری نیز یکی از مقام‌های ارشد قضائی در دوره لاریجانی بود.

### دادگاه سوم اکبر طبری
در جلسه سوم دادگاه، فرهاد مشایخ گفت در سه چهار روز گذشته، غلامرضا منصوری با او تماس گرفته و از او خواسته‌است که در جلسه دادگاه بگوید که ۵۰۰ هزار یورو را «قرض» داده ولی او قبول نکرده و به منصوری گفته‌است: «چرا باید این حرف را بزنم». به گفته فرهاد مشایخ، این پول با درخواست حسن نجفی، یکی از دیگر از متهمان پرونده که او نیز از کشور خارج شده، به منصوری پرداخت شده‌است. فرهاد مشایخ گفت او منصوری را اولین بار در دفتر اکبر طبری، دیده‌است و در جلسه سوم دادگاه، مشخص شد که غلامرضا منصوری در مرداد سال ۱۳۹۸ از کشور خارج شده.
فرهاد مشایخ همچنین گفت: «نجفی اظهار کرد که منصوری مزاحم وی شده و از من پول و ملک می‌خواهد که در ۵ نوبت ۵ بسته که جمعاً ۵۰۰ هزار یورو بود به او دادیم، اما باز هم قانع نشد».

## دیگر اتهامات

### گروگان‌گیری
شبکه تلویزیونی جم اعلام کرد غلامرضا منصوری، در سال ۱۳۹۱ برای تعطیل کردن این تلویزیون، اعضای خانواده سعید کریمیان، مدیر پیشین این شبکه را «به گروگان گرفته‌است» و «مدت‌ها در امنیتی‌ترین زندان‌های کشور و در بدترین شرایط ممکن، زندانی کرد و حتی بعد از تعطیلی موقت و ده روزه جم هم حاضر به آزاد کردن آنان نشد.»، سعید کریمیان در سال ۹۶ در استانبول ترکیه به قتل رسید.

### بازداشت روزنامه‌نگاران
در مهر ۱۳۹۱ دستور توقیف روزنامه شرق و بازداشت مدیرمسئول آن را صادر کرد. به گفته ریحانه طباطبایی، روزنامه‌نگار در سال ۹۱ نزدیک به ۲۰ روزنامه‌نگار طی یک هفته بازداشت شده‌اند که بازپرس پرونده منصوری بوده‌است.

### محاکمه دختران خیابان انقلاب
اعظم جنگروی یکی از دختران خیابان انقلاب در وبسایت رادیو فردا اظهار داشت که منصوری قاضی پرونده او بوده و در دادگاه با تهدید به او گفته:
جنده خانم، زنیکه خراب، دنبال شوهر بودی که رفتی روی سکو؟ روانی بودی که روسری از سرت برداشتی؟ زندگی تو را می‌گیرم، همه‌چیز تو را می‌گیرم… رانندگی می‌کنی، گواهینامه داری؟ دیگر تمام شد، نمی‌توانی رانندگی کنی… درس می‌خوانی؟ دیگر نباید بخوانی، تو صلاحیت درس خواندن نداری… کار می‌کنی؟ تو روانی هستی، صلاحیت کار کردن نداری، دیگر نباید کار کنی… تو روانی هستی، تو حق نداری و نمی‌توانی از بچه‌ات مراقبت کنی. دخترت را از تو می‌گیرم و می‌دهم بهزیستی.
او آن زمان معاون دادستان تهران و سرپرست دادسرای ارشاد بود و در دیگر پرونده دختران خیابان انقلاب نقش داشته‌است. به گفته اعظم جنگروی او قدرت زیادی داشت و بعد از دادگاه، منصوری ماشین او را سه ماه توقیف کرد و او را از مؤسسه مطالعات و تحقیقات زنان اخراج کرد و حقوق ماه آخر را نگرفت. او نتوانست در مقطع فوق لیسانس «هوش مصنوعی و رباتیک» در دانشگاه غیرانتفاعی ایوانکی دفاع کند و درس او نیمه‌کاره رها شد و منصوری می‌خواست که حق حضانت دخترش را از او بگیرد.

### زمین‌خواری در خراسان
به گفته عباس امیری‌فر، منصوری وی را به جرم انتشار ویدیویی با عنوان «ظهور نزدیک است» بازداشت کرد و در «۵۲ روز انفرادی» نگه داشت و او «پرونده سنگینی با عنوان پرونده زمین‌خواری در استان خراسان» داشته‌است. در ادامه عباس امیری‌فر می‌گوید منصوری در اوایل دههٔ هشتاد در مشهد رئیس دادگاه بوده و «در پروندهٔ مفاسد اقتصادی و زمین‌خواری آن زمان متهم به رشوه‌گیری و سوءاستفاده از مقام و همچنین مفاسد مالی بوده» که در نتیجه به مدت دو سال از سمت قضایی برکنار و معلق شده بود. سپس تنزل مقام پیدا کرده بود و اجازه نداشت سمتی بالاتر از «بازپرس» داشته باشد. اما با پایان دوران ریاست هاشمی شاهرودی بر قوه قضائیه، او مسئولیت پروندهٔ فاضل لاریجانی را با ابلاغ ویژه بر عهده می‌گیرد و پس از مختومه کردن آن پرونده، به سمت «معاونت دادستان تهران در امور اقتصادی و زمین‌خواری» منصوب می‌شود.
طبق حکم دادگاه عالی انتظامی قضات، ظاهراً قرار نبوده منصوری سمتی بالاتر از «بازپرس» داشته باشد اما مجدداً ارتقای جایگاه پیدا کرده و پس از معاونت دادستان، به سمت «سرپرستی دادسرای ناحیه یک تهران» می‌رسد. از همان جایگاه و با حمایت اکبر طبری، «بازپرس ویژهٔ پروندهٔ زمین‌های کلاک واقع در لواسان» می‌شود.

## شکایت بین‌المللی
بنا بر گزارش‌های رسانه‌ها در ۱۱ ژوئن ۲۰۲۰ سازمان گزارشگران بدون مرز علیه غلامرضا منصوری شکایت‌نامه‌ای به دادستان فدرال آلمان جهت بازداشت وی به اتهام سرکوب و زندانی کردن روزنامه‌نگاران ایران تسلیم کرده و از دادستان خواسته تا نگذارد وی از دست عدالت بگریزد. در روز جمعه ۱۲ ژوئن دادستانی فدرال آلمان دریافت شکایت گزارشگران بدون مرز را تأیید کرد.
بعد از آن که مشخص شد او به سفارت رومانی رفته، خبرنگاران بدون مرز با اشاره به شناسایی وی در کشور رومانی، اعلام کرده که این نهاد رسماً علیه این قاضی سابق ایرانی به دادستانی رومانی شکایت کرده‌است. او در رومانی به صورت مشروط و تحت نظر پلیس آزاد است و اجازه خروج از رومانی را ندارد.
در ۱۵ ژوئن ۲۰۲۰ وب‌سایت رسمی فدراسیون بین‌المللی روزنامه‌نگاران خواستار پیگرد قضایی علیه او در رومانی «به دلیل اقدام‌هایش در تهدید آزادی و حقوق روزنامه‌نگاران» شد، آنتونی بلانگر، دبیرکل این فدراسیون، خواستار این شد که پیگرد قضایی غلامرضا منصوری بدون استرداد او به ایران در کشور رومانی صورت بگیرد. وی ضمن این درخواست از مقام‌های رومانی گفت: «اکنون زمان عدالت است.»

## مرگ
وب‌سایت رادیو فردا در گزارش ویژه خود اعلام داشت:
غلامرضا منصوری از پنجره محل اقامت خود به پایین پرت شده و جان خود را از دست داده‌است. پلیس محلی ساعت چهارده و سی دقیقه روز آدینه ۳۰ خرداد با تماس تلفنی قسمت پذیرش هتل محل اقامت آقای منصوری مطلع شد پیکر بی‌جان فردی که ساکن یکی از طبقات بالایی هتل بوده، به پیاده‌روی مقابل هتل پرتاب شده، هم‌اکنون پلیس در حال بررسی دربارهٔ چگونگی کشته شدن غلامرضا منصوری می‌باشد تا روشن شود وی از پنجره پرتاب شده یا اقدام به خودکشی نموده‌است.
رسانه‌های خبری در روز سه‌شنبه ۲۳ ژوئن ۲۰۲۰، از قول دادستانی رومانی اعلام کردند که بعد از کالبدشکافی غلامرضا منصوری مرگ وی بر اثر جراحات مرگبار، در پی برخورد یک سطح سخت رخ داده‌است. تصاویر ویدئویی ضبط شده از دوربین‌های داخل هتل در اختیار دادستانی رومانی می‌باشد که منتظر اجازه بازبینی آن از طرف قاضی است. بنابر گفته منابع تحقیقاتی به خبرنگار رادیو فردا، چمدان وی مرتب و بسته شده در هتل پیدا شده که در آن مقداری خودنوشته و چند کارت بانکی و تلفن موبایل بوده‌است.

### اظهارات وکیل او
وکیل مدافع غلامرضا منصوری روز شنبه ۳۱ خرداد ۱۳۹۹ گفت: «من و خانواده ایشان معتقدیم که قاضی منصوری آدمی نبود که قصد خودکشی داشته باشد». وکیل او می‌گوید او از عصر چهارشنبه تا شامگاه پنج‌شنبه در سفارت حضور داشت و از آنجا به بیمارستان انتقال یافت و «بلافاصله در بیمارستان دستگیر شد». او همچنین گفته‌است خانواده منصوری حدود ساعت ۱۱ روز جمعه با او صحبت کرده بودند و آخرین بازدید او در پیام‌رسان واتس‌اپ نیز ۱۵:۱۵ ذکر شده‌است. وکیل وی همچنین گفته منصوری اصرار داشت که «اتهامات او با اکبر طبری در یک پرونده نباشد و معتقد بود متهم است، اما یکی از متهمان پرونده اکبر طبری نیست». و موکلش «حرف‌های بسیاری برای گفتن داشت.».

#### عدم تناسب جثه وی با عکس جسد
بسیاری از کاربران با مقایسه عکس‌هایی که از غلامرضا منصوری منتشر شده با ابعاد کیسه مربوط به حمل جسد او در تصاویر تازه، سخن از «ناهم‌خوانی» اندازه‌ها به میان آورده و گمانه‌زنی‌هایی چون «حمل خاک گلدان» در آن کیسه را مطرح کرده‌اند. روز سه‌شنبه سوم تیر ۱۳۹۹، وکیل منصوری در واکنش به این موضوع اظهار کرد: «دیروز عکس‌هایی توسط خبرگزاری قوه قضائیه منتشر شد که این عکس‌ها در فضای مجازی به سرعت پخش شد و با واکنش‌های زیادی همراه شد؛ با بررسی و مقایسه متوجه خواهیم شد که این عکس‌ها اخیراً گرفته نشده و قدیمی است.» و در ادامه گفت «قاضی منصوری به دلیل بیماری وزن زیادی را از دست داده بود و در ویدیویی که از خودشان منتشر کردند هم مشخص بود که از قبل لاغرتر شده‌اند.».

### گزارش اولیه پزشک قانونی رومانی
به گزارش رسانه‌های رومانیایی، نتیجه اولیه کالبدشکافی غلامرضا منصوری نشان می‌دهد که مرگ او با خشونت و شتاب‌زدگی رخ داده‌است. بر اساس گزارش پزشکی قانونی، اصابت یک جسم سخت و جراحت‌های ناشی از آن علت اصلی مرگ است. به علاوه، رد ضرباتی روی بدن منصوری بوده که منشأ دقیق آنها مشخص نشده‌است.

### ادعای ترور
روز یک‌شنبه پانزدهم تیر ۱۳۹۹، برادر غلامرضا منصوری (که نامی از او برده نشد) در اظهاراتی گفت که برادرش در یک تماس تلفنی به او اعلام کرده بود که «امنیت جانی» ندارد و این موضوع به مقام‌های قضایی اطلاع داده شده بود و به باور او، برادرش ترور شده‌است. بر اساس این اظهارات، غلامرضا منصوری روز ۲۳ خرداد با این‌که در اختیار سفارت بود، «با کارشکنی و تصمیم ناعادلانه تحویل پلیس رومانی شد». او در ادامه گفت اگر در پرونده اکبر طبری به منصوری فرصت دفاع داده می‌شد، «قطعاً نتیجه‌ای غیر از آنچه در رسانه‌ها منتشر شد، به‌دست می‌آمد».

#### انتقاد از سفارت جمهوری اسلامی در رومانی
روز جمعه ۲۰ تیر ۱۳۹۹، برادر غلامرضا منصوری (که احتمال می‌رود نام کوچک وی محمدرضا باشد) گفت: «برادرم دو روز منتظر هماهنگی برای بازگشت به ایران بود، اما متأسفانه با کارشکنی‌های صورت گرفته، هماهنگی جهت بازگشت به کشور صورت نگرفت.» وی با بیان این که غلامرضا منصوری «در اقدامی تأمل‌برانگیز با وجود اینکه او در اختیار سفارت بود، تحویل پلیس رومانی شد» اضافه کرد که تاکنون «هیچ مقام رسمی اعم از اجرایی و قضایی» با خانواده منصوری «هیچ تماسی» نداشته‌است و به همین علت، اطلاعات خانواده وی «صرفاً همان مطالب ضد و نقیضی است که از رسانه‌ها پخش می‌شود». وی همچنین به مکاتبات «مکرر» خانواده منصوری با مسئولان وزارت خارجه و مسئولان قضایی ایران در خصوص استرداد جسد برادرش اشاره کرده و تأکید کرد که با وجود این تلاش‌ها «هیچ نتیجه‌ای حاصل نشده‌است.»

## بعد از مرگ
عباس موسوی سخنگوی وزارت خارجه ایران، روز دوشنبه ۲۳ تیر ۱۳۹۹، در نشستی خبری گفت که مسئولان سفارتخانه ایران در بخارست، در روزهای اخیر با مقامات پزشکی قانونی رومانی دیدار داشته‌اند و پرونده مرگ غلامرضا منصوری نیز به دادگاه ارجاع شده‌است. وی در نهایت عنوان کرد که پس از بررسی‌ها در دادگاه و رفع محدودیت‌های کرونایی، اجازه داده خواهد شد تا جسد به ایران منتقل شود.

### انتقال جسد به ایران
روز چهارشنبه ۱ مرداد ۱۳۹۹، سایت نورنیوز که نزدیک به شورای عالی امنیت ملی است خبر داد که جسد غلامرضا منصوری، به ایران منتقل شده و پلیس رومانی همراه با جسد وی، «۲۹ صفحه گزارش شرح ماجرا» را فرستاده‌است ولی «همچنان از تحویل تصاویر مربوط به دوربین‌های مداربسته هتل محل اقامت مقتول امتناع می‌کند». نورنیوز این موضوع را «موجب تقویت شبهات طرح شده پیرامون این پرونده» دانسته‌است.
دادسرای عمومی و انقلاب تهران در اطلاعیه‌ای اعلام کرد که او از مکانی بلند سقوط کرده و جسد به منصوری تعلق دارد. همچنین بر اساس «معاینه دقیق جسد و تصویربرداری پزشکی قانونی»، او «شکستگی در سر و صورت و بدن» داشته‌است. عباس مسجدی آرانی، رئیس مرکز پزشکی قانونی کشور، نیز به تلویزیون ایران گفته که «جسد منصوری ساعت ۵:۳۰ دقیقه بامداد تحویل پزشک قانونی شده و متخصصان پزشکی قانونی تشریح جسد را آغاز کرده‌اند و نتیجه تا یک ماه آینده اعلام می‌شود».

### تردید در هویت جسد
روز شنبه ۱۱ مرداد ۱۳۹۹، برادر غلامرضا منصوری، گفت که خانواده منصوری جسد را تحویل نگرفته‌اند، زیرا چهره قابل تشخیص نیست و آن‌ها نتوانسته‌اند هویت او را از ظاهر جسد احراز کنند. او تأیید کرد که دو بار با برخی دیگر از اعضای خانواده‌اش در پزشکی قانونی حضور یافته‌اند تا جسدی که به گفته او «منسوب به برادرش» است را ببینند. او در اظهارات افزود که «پزشک قانونی از همه خانواده ما آزمایش دی‌ان‌ای گرفت» و منتظر نتایج «آزمایش دی‌ان‌ای» هستند. او گفته نمی‌داند جواب آزمایش دی‌ان‌ای چه زمانی حاضر خواهد شد و توضیحی هم نداده‌است که آیا پاسخ پزشک قانونی در مورد آزمایش دی‌ان‌ای خانواده‌اش را قانع خواهد کرد یا نه.
همزمان با انتشار خبر، رئیس سازمان پزشکی قانونی کشور، گفت که کارهای «سم‌شناسی و پاتولوژی» زمان‌بر است و نتایج دیر اعلام می‌شود.

### خاکسپاری
روز پنج‌شنبه ۱۶ مرداد ۱۳۹۹، سخنگوی قوه قضاییه جمهوری اسلامی از دفن جسد غلامرضا منصوری در شهر مشهد خبر داد. خواهرزاده غلامرضا منصوری، در صفحه اینستاگرام خود تأیید کرد که جسد دایی‌اش در بهشت رضای مشهد به خاک سپرده شده‌است.

### تأیید خودکشی
به گزارش خبرگزاری رویترز، روز ۱۴ شهریور ۱۳۹۹، نتایج تحقیقات قضایی رومانی نشان داد که منصوری «از طبقه پنجم هتل خود را به زمین انداخته‌است» و دادستانی در بیانیه خود اعلام کرد که هفته جاری پرونده مرگ قاضی منصوری بسته شد و نتایج تحقیقات نشان می‌دهد او تنها مشتری هتل بوده و «از طبقه پنجم هتل در ارتفاع ۲۰ متری خود را به پایین پرت کرده‌است». این بیانیه اضافه می‌کند که منصوری در طبقه ششم هتل اقامت داشته، اما این اتاق را تحویل داده و سپس با آسانسور به طبقه پنجم رفته و از آنجا خودش را به طبقه همکف در لابی هتل انداخته‌است.

### رد خودکشی
روز ۱۵ شهریور ۱۳۹۹، برادر غلامرضا منصوری در گفت‌وگویی با سایت خبری مدآرا به گرایش‌های مذهبی او اشاره کرد و اظهار داشت که غلامرضا منصوری در آخرین روزها «مرتب از خانواده می‌خواست به حرم بروند و برایش دعا کنند» و خود نیز مدام «زیارت‌نامه» می‌خواند و به همین دلیل «روحیه خودکشی را صد در صد منتفی می‌دانیم» او تأکید داشت که این واقعه قتل بوده‌است، نه خودکشی.
او همچنین برای اثبات نظر خود به گزارش‌های رومانی دربارهٔ علت مرگ برادرش پرداخت و گفت: «همان روزی که این حادثه صورت گرفت عنوان کردند که خودکشی است، اما دو روز بعد گفتند که کالبدشکافی کردیم [که نشان می‌دهد] قتلی شتاب‌زده همراه با خشونت بوده‌است.». برادر او معتقد است از آنجا که «این که جسد در اختیار رومانی بوده آنها کم هزینه‌ترین راه را انتخاب کردند تا این موضوع را خودکشی جلوه دهند» و وی ادامه داد: «با توجه به روحیاتی که از حاج آقا سراغ داشتیم، ایشان فرد روحانی و معتقد بود به همین دلیل ما موضوع خودکشی را صد درصد مردود می‌دانیم.».
برادر وی سفیر ایران در رومانی را به «کارشکنی» در این زمینه متهم ساخته و عنوان کرد که این مقام دیپلماتیک، ورود قاضی منصوری به سفارت و اعلام آمادگی‌اش جهت بازگشت به کشور را به بهانه آخر هفته به مقامات جمهوری اسلامی اطلاع نداده بود. او افزود: «اگر سفیر خواسته یا ناخواسته زمینه قتل مرحوم غلامرضا منصوری را به وجود آورده باشد ما از دادگاه جمهوری اسلامی… خواهیم خواست که او هم تحت تعقیب قرار بگیرد.».

### گمانه‌زنی‌ها
به نوشته بی‌بی‌سی فارسی چند ابهام در مرگ منصوری وجود دارد:
- اعلام فوری پلیس رومانی از این‌که او خودکشی کرده و تأیید بدون اعتراض وزارت خارجه ایران تنها بعد از ساعتی
- معرفی خودش به سفارت نشان از این است که او به امنیتش فکر می‌کرده
- مراجعه منصوری به دادگاه و انتظار برای روند استرداد، نشان از این است که او می‌خواسته مشکلش را برطرف کند
- پول هتل را پرداخت می‌کند اما ناگهان می‌میرد در حالی که او می‌توانسته این‌کار را نکند

این گزارش نوشته‌است او سرطان روده بزرگ داشت و در ۱۶ مرداد ۱۳۹۸ به استانبول مراجعه می‌کند و در ۸ مهر ۱۳۹۸ موفق به دریافت ویزای شنگن از کنسولگری فرانسه واقع در استانبول می‌شود و مدتی بعد به هانوفر آلمان جهت درمان مراجعه می‌کند. او زیر نظر کلینیک سمیعی در هانوفر بود.‌او وزن زیادی کم کرد و در حال درمان سرطانش تا اوایل بهمن ۱۳۹۸ بوده. همچنین او چند مدرک از اشخاص و اسرار نظام به همراه داشت و با قوه قضائیه و افرادی از داخل ایران در ارتباط بود.
شخصی که او را به فرانسه برده و سپس او را به رومانی می‌کشاند خودش ساکن فرانسه است و در روزی که منصوری به سفارت مراجعه می‌کند همراه او بوده اما پس از ورود منصوری به سفارت، او ناپدید می‌شود. منصوری در یک فایل صوتی اظهار کرد این شخص به او «خیانت» کرده و به احتمال بالایی او در سازمان اطلاعات سپاه عضویت داشته‌است. به دلیل دنیاگیری کووید-۱۹ او تنها مسافر هتل دوک بخارست بود.

## واکنش‌ها

### واکنش‌ها به آراء قضائی او
- اکبر منتجبی: یکی از آن روزنامه‌نگاران من بودم که با اتهام بی‌ربطی بازداشت شدم. همسرم بیماری ام‌اس داشت و دارد. آن بازداشت کذایی باعث شد بیماری‌اش عود کند.[۱۲]
- شبکه جهانی جم: «او کسی بود که برای فشار به رسانه‌ای مانند جم، در سال ۱۳۹۱ همه خانواده سعید کریمیان را گروگان گرفت و مدت‌ها در امنیتی‌ترین زندان‌های کشور و در بدترین شرایط ممکن زندانی کرد.»[۵۸]
- صبا آذرپیک: با حکم این قاضی، سال ۹۱ مدت ۳۷ روز را در انفرادی گذراند و پنج سال بعد نیز همین قاضی او را ۸۵ روز دیگر به انفرادی فرستاد.[۱۲]
- پوریا عالمی، طنزنویس و روزنامه‌نگار که به گفته خودش با «قضاوت منصوری» ۳۴ روز در زندان انفرادی بوده در یادداشتی خطاب به او نوشته‌است: «به مادرم گفته بودید «برای رضای خدا حکم می‌دهید» حتماً خدا از شما راضی است؛ چون در خبر خواندم خداوند به‌عنوان پاداش ۵۰۰ هزار یورو و یک بلیط یک‌طرفه به فرنگ به شما رسانده‌است.»[۹]

### واکنش‌ها به مرگ او
- مسیح مهاجری: قاضی منصوری خودکشی نکرده؛ باید قاتل را پیدا کرد / اگر او به ایران آورده می‌شد، پرده از بسیاری از پرونده‌های دیگر نیز کنار می‌رفت.[۵۹]
- وکیل مدافع قاضی منصوری: او قصد خودکشی نداشت.[۶۰]/ موکلم پیشنهاد پناهندگی در رومانی را نپذیرفت / عقلانی نیست خودکشی کرده باشد.[۶۱]/ قاضی منصوری حرف‌های زیادی برای گفتن داشت.[۶۲]
- قاضی بابایی (قاضی دادگاه طبری): صحت و سقم مرگ قاضی منصوری برای ما احراز نشده‌است.[۶۳]
- محسن رضایی: دولت رومانی باید مسئولیت قتل منصوری را بپذیرد و عاملان آشکار و پشت صحنه آن را به ایران معرفی کند.[۶۴]